# Австрийска народна партия
Австрийската народна партия или АНП (на немски език: Österreichische Volkspartei или ÖVP) е една от двете големи народни партии в Австрия. Счита се за приемник на съществувалата в края на XIX и началото на XX век Австрийска християнсоциалистическа партия. Политиката, която води партията, е близка до тази на германския Християндемократически съюз. От това може да се съди по близките платформи, които предлагат двете немски партии, и от гражданските общности, които ги подкрепят и гласуват за тях. Идеологията на партията е смесица между консервативна и християнсоциална политика. Народната партия е създадена на 17 април 1945 г. и е участвалата най-дълго в управлението на Австрия партия след Втората световна война.